# Andrew Brown (giocatore di baseball)
;*Major League Baseball
- KBO League

Andrew Marshall Brown (Dallas, 10 settembre 1984) è un ex giocatore di baseball statunitense.

## Inizi e Minor League
Brown frequentò la Newman Smith High School di Carrollton, città nell'area metropolitana della natia Dallas. Dopo il diploma si iscrisse all'Università del Nebraska di Lincoln, dove venne selezionato al 18º giro del draft MLB del 2007, come 562a scelta assoluta, dai St. Louis Cardinals. Nello stesso anno iniziò con i Batavia Muckdogs A-, finendo con .238 alla battuta, .330 in base, 7 fuoricampo, 40 RBI, 34 punti "run" e una base rubata in 66 partite. Nel 2008 giocò con tre squadre diverse finendo con .272 alla battuta, .361 in base, 21 fuoricampo, 58 RBI, 68 punti e una base rubata in 126 partite.
Nel 2009 giocò con tre squadre finendo con .285 alla battuta, .373 in base, 13 fuoricampo, 44 RBI, 42 punti e una base rubata in 79 partite. Nel 2010 con i Springfield Cardinals AA chiuse con .291 alla battuta, .371 in base, 22 fuoricampo, 63 RBI, 65 punti e una base rubata in 98 partite.
Nel 2011 con i Memphis Redbirds AAA finì con .284 alla battuta, .382 ain base, 20 fuoricampo, 73 RBI, 67 punti e 4 basi rubate in 107 partite. Nel 2012 con i Colorado Springs Sky Sox AAA finì con .308 alla battuta, .364 in base, 24 fuoricampo, 98 RBI, 81 punti e 3 basi rubate in 100 partite.
Nel 2013 con i Las Vegas 51s AAA finì con .346 alla battuta, .432 in base, 7 fuoricampo, 41 RBI, 39 punti e nessuna base rubata in 41 partite.

## Major League

### St. Louis Cardinals (2011)
Debuttò nella MLB il 12 giugno 2011, al Miller Park di Milwaukee contro i Milwaukee Brewers, mentre due giorni dopo contro i Washington Nationals realizzò la sua prima valida e il suo primo RBI in carriera. Il 19 dello stesso mese realizzò contro i Kansas City Royals il suo primo punto in carriera. Chiuse la sua prima stagione da professionista con .182 alla battuta, .182 in base, nessun fuoricampo, 3 RBI, un punto, nessuna base rubata e 10 eliminazioni in 11 partite nella MLB (107 nella Tripla-A), di cui 5 da titolare. Al termine della stagione divenne campione delle World Series, nonostante non abbia preso parte a nessuna partita del post stagione.

### Colorado Rockies (2012)
Il 12 ottobre 2011, i Colorado Rockies prelevarono Brown dalla lista trasferimenti dei Cardinals. Nella stagione 2012 giocò con i Rockies, realizzando il 25 agosto contro i Chicago Cubs, il suo primo fuoricampo in carriera. Chiuse l'annata con .232 alla battuta, .302 in base, 5 fuoricampo, 11 RBI, 14 punti, 2 basi rubate, 55 eliminazioni, 3 assist, un errore da esterno sinistro e un errore da esterno destro in 46 partite di cui 28 da titolare. Divenne free agent il 26 novembre 2012.

### New York Mets (2013-2014)
Il 2 gennaio 2013, Brown firmò un contratto annuale con i New York Mets. Il 3 maggio venne promosso in prima squadra, ma dopo una breve parentesi il 13 dello stesso mese venne riassegnato ai Las Vegas 51 nella Minor League. Il 19 giugno venne nuovamente promosso in prima squadra. Il 1º luglio realizzò la valida decisiva per la vittoria nel 13° inning contro gli Arizona DiamondBacks, portando il risultato sul 5-4. Chiuse con .227 alla battuta, .288 in base, 7 fuoricampo, 24 RBI, 16 punti, una base rubata, 53 eliminazioni, 4 assist e 2 errori da esterno destro in 68 partite di cui 27 da titolare. Il 3 marzo 2014 firmò un annuale per 538.045$. Il 21 aprile venne opzionato nei Las Vegas 51s per far posto in squadra a Bobby Abreu. 

### Oakland Athletics (2014)
Il 31 ottobre 2014, gli Oakland Athletics prelevarono Brown dalla lista trasferimenti dei Mets. Tuttavia gli Athletics lo designarono nuovamente per la riassegnazione il 23 novembre, dopo l'ingaggio di Ike Davis, e il 2 dicembre divenne free agent.

### KBO League (2015)
Il 15 gennaio 2015, Andrew Brown firmò un contratto annuale del valore di 700,000 dollari con i SK Wyverns della KBO League, la lega professionistica sudcoreana. Durante la stagione, segnò un media battuta di .261 con 28 home run e 76 Punti battuti a casa.

### Los Angeles Angels of Anaheim e ritiro (2016)
Il 2 febbraio 2016, Brown firmò un contratto di minor league con i Los Angeles Angels of Anaheim, tornando così nella MLB organization. Il 2 marzo 2016, annunciò il ritiro dal baseball professionistico.

## Vittorie e Premi

### Club
- World Series: 1

St. Louis Cardinals: 2011
- Championship della National League: 1

St. Louis Cardinals: 2011

### Individuale (minor league)
- MiLB Organization All-Star: 2

(2011 e 2012)
- Post-Season All-Star della Pacific Coast League (2012)
- Mid-Season All-Star della Pacific Coast League: 2

(2011 e 2012)
- Mid-Season All-Star della New York-Penn League: 1

(2007)
- Giocatore della settimana della Pacific Coast League: 3

(31/05/2011, 25/06/2012, 9/07/2012)
- Giocatore della settimana della Texas League: 3

(31/08/2009, 19/04/2010, 30/08/2010).

### Numeri di maglia indossati
- n° 64 con i St. Louis Cardinals (2011)
- n° 12 con i Colorado Rockies (2012)
- n° 47 con i New York Mets (2013)
- n° 30 con i New York Mets (2014)